# Ramiro III. (León)

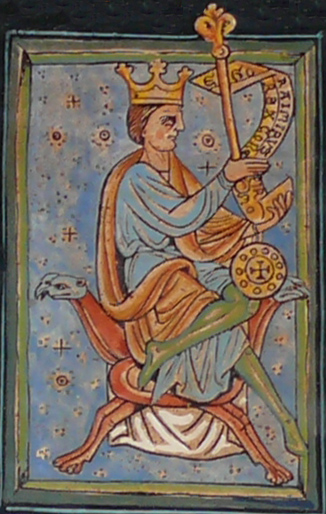
Ramiro III (Libro de las Estampas)

Ramiro III. (* 961; † 985) war Sohn des Königs Sancho I. von León und dessen Nachfolger als König von León (966–984).
Er wurde bereits im Alter von fünf Jahren König. Während seiner Jugend lag die Regierungsverantwortung in den Händen seiner Tante Elvira Ramírez, die den Königstitel für diese Zeit annahm, und seiner Mutter, Teresa Ansúrez, die beim Tode ihres Mannes in ein Kloster eintreten musste. Somit war seine Regierungszeit auch durch eine kirchenfreundliche Politik geprägt.
Während seiner Regierungszeit als Jugendlicher unterzeichnete er ein Friedensabkommen mit dem Kalifen Al-Hakam II. und bekämpfte die Wikinger, die in Galicien eingefallen waren.
Nachdem er volljährig geworden war, heiratete er 983 Sancha, Tochter des Grafen von Saldaña, Gómez Díaz, mit der er keine Kinder hatte.
Ramiro versuchte eine absolutistische Monarchie einzurichten und verstärkte dadurch nur noch die separatistischen Tendenzen in Galicien und Kastilien. Daher und wegen ständiger Überfälle der Mauren riefen galicische Adlige 982 Bermudo II., den Sohn von Ordoño III., zum König von Galicien aus. Ramiro verlor 984 seinen Thron an Bermudo II.